# Fray Juan del Santísimo Sacramento

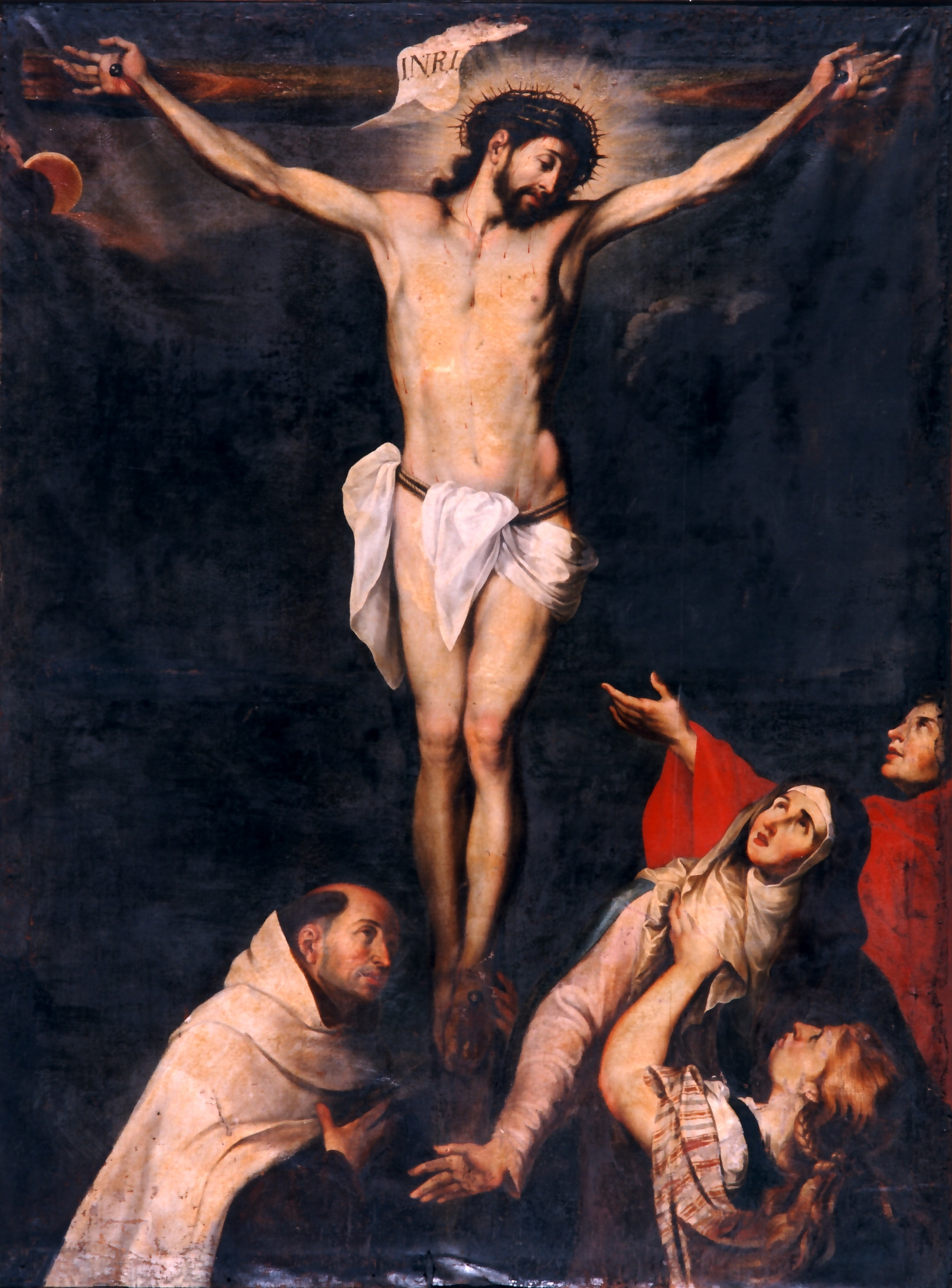
Calvario con fraile carmelita, óleo sobre lienzo (228 x 162 cm.) Museo de Bellas Artes de Córdoba. En la imagen del fraile carmelita se ha querido ver tradicionalmente el autorretrato del pintor.

Juan de Guzmán, conocido como fray Juan del Santísimo Sacramento (c. 1611-1680), fue un pintor barroco y teórico de la pintura español.

## Biografía y obra
Prácticamente todo cuanto se sabe de la vida de este pintor es lo que cuenta Antonio Palomino, quien llegó a conocerlo personalmente y dejó de él una breve biografía de aire legendario. Según su biógrafo habría nacido en la Puente de Don Gonzalo, actual Puente Genil, donde no consta acta de bautismo, y se habría formado en Lucena con un pariente llamado Bernabé Jiménez de Illescas, pintor aficionado a la milicia. Pronto se trasladó a Roma, donde completó sus estudios de pintura en comunicación con el pintor gaditano Enrique de las Marinas. De regreso a España, en 1634 se estableció en Sevilla, donde se aplicó al ejercicio de la pintura y de las letras, pero más al de las armas, protagonizando algunos lances a los que le llevó su «impaciente condición, y osada temeridad». Finalmente, en 1646 tomó parte activa en un motín popular en Sevilla y temiendo sus consecuencias se refugió en el convento del Carmen Calzado donde no viendo otro modo de escapar de la justicia, tomó el hábito de hermano lego. Por su carácter violento y su poca inclinación a las mortificaciones del claustro, al que había entrado sin vocación, no tardó en tener un «sangriento disgusto», por el que fue trasferido a los reformados descalzos y confinado en el convento de Aguilar de la Frontera.
Aquí, «si no contento, resignado, a el menos, con la divina voluntad», se dedicó a traducir y enmendar la Perspectiva práctica de Pietro Accolti, tan ampliada según Palomino que se trataría de un libro nuevo para cuya edición comenzó a preparar algunas estampas, aunque no llegó a imprimirse y quedó en manuscrito en la biblioteca del convento. En él se comprueba, según su biógrafo, que fue «muy gran teórico en el arte, en la Arquitectura consumado; y en la Aritmética, Geometría y Perspectiva».
También dejó en el convento del Carmen de Aguilar de la Frontera una serie de lienzos en la nave de la iglesia dedicados a la vida de santa Teresa de Jesús y san Juan de la Cruz, y un cuadro de San Roque, que se dice es su mejor obra. En 1666 pasó a Córdoba, llamado por su obispo. Allí se estableció en el convento de San Cayetano, para el que hizo numerosas pinturas conservadas algunas en la iglesia del propio convento y otras en el Museo de Bellas Artes de Córdoba, en su mayor parte copiadas de estampas, «en que no era muy melindroso» según afirmaba Palomino. En la iglesia de Santa Marina de Córdoba se conserva también un cuadro de la titular firmado al pie y fechado en 1678, poco antes de retornar a su convento de Aguilar donde falleció en 1680, a los sesenta y nueve años, siempre según la información proporcionada por su primer biógrafo. Como pintor, según Ceán Bermúdez, no pasó de un correcto dibujo copiando grabados de Rubens y Van Dick, a los que quiso imitar «con bastante masa y empastado color».